# 템플 교회

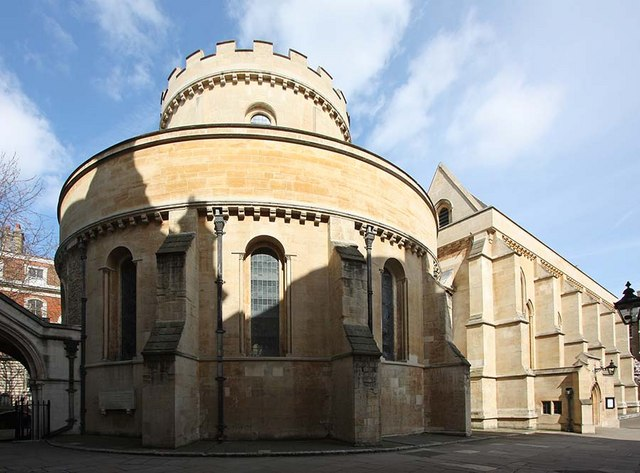
템플 교회

템플 교회(영어: Temple Church)는 잉글랜드 시티오브런던에 있는 잉글랜드 성공회 교회당이다. 템플 교회 주변 일대는 템플이라는 지명으로 알려져 있으며, 인근에는 런던 지하철 템플 역이 있다.
12세기 후반에 플릿 스트리트와 템스강 사이에 성전기사단 잉글랜드 본부로 지어졌다.

## 역사
1307년 성전기사단 폐지 후 영국의 왕 에드워드 2세가 왕가 관리하에 두었다. 이후 템플 교회를 빌려 법률학교 2 개교를 운영하고 있던 구호기사단이 운영하게 되었다.
1540년 헨리 8세는 구호기사단의 활동을 중단시킨 후 다시 템플 교회는 왕가의 자산이 되었다.
1608년 제임스 1세와의 합의에 따라 2개의 법조원에는 교회의 유지 운영을 조건으로 예배당으로 템플 교회를 계속 이용하는 영원한 권리가 부여되었다.
1666년 런던 대화재에 의한 피해는 없었다.
제2차 세계 대전 중 1941년 5월 10일 독일 공군의 공습으로 교회 건물은 심하게 손상되었다.